# Sacha Baron Cohen
Pour les articles homonymes, voir Baron, Cohen et Baron Cohen.
Sacha Baron Cohen, né le 13 octobre 1971 à Londres, est un acteur, humoriste, scénariste et producteur britannique.
Il est notamment connu pour ses personnages comiques controversés et populaires, dont Ali G, une parodie de MC et gangsta, Borat, un journaliste kazakh, Brüno, un journaliste de mode homosexuel autrichien, ou encore l'amiral général Hafez Aladeen dans The Dictator.
Les trois premiers personnages sont issus du Da Ali G Show, un programme improvisé dans lequel Sacha Baron Cohen se met dans la peau d'un de ses trois personnages pour interviewer une célébrité ou une personne anonyme convaincue qu'il s'agit d'un véritable entretien. Son talent a été récompensé par deux Golden Globes en 2007 et 2021 dans la catégorie meilleur acteur dans un film musical ou une comédie pour son rôle dans Borat. 

## Biographie

### Enfance et études
Sacha Baron Cohen est né dans le quartier de Hammersmith, à Londres, d'une famille juive orthodoxe. Il est le second des trois fils de Gerald Baron Cohen et Daniella Weiser. Son père, né au pays de Galles et d'origine juive russe, est commerçant et tient un magasin de vêtements pour hommes à Piccadilly ; sa mère, née en Palestine mandataire, est photographe de profession et d'origine juive allemande. Sacha Baron Cohen est le cousin germain de Simon Baron-Cohen, professeur de psychologie du développement à l'université de Cambridge.
Les Baron Cohen vivent un quotidien confortable de la classe moyenne. Le jeune Sacha a l'occasion d'aller à la public school d’Haberdashers’ Aske (en), une école privée pour garçons située à Elstree. Il étudie ensuite l'histoire au Christ's College de l'université de Cambridge et écrit son mémoire sur le rôle des Juifs dans l'American Civil Rights movement, en s'intéressant particulièrement aux meurtres de 1964 de James Chaney, Andrew Goodman et Michael Schwerner à Philadelphia, dans l'État du Mississippi.
En 1989, Sacha Baron Cohen apparaît dans la pièce Biloxi Blues, de Neil Simon, qui lui révèle sa passion pour l'art dramatique. Son projet de devenir comédien est mis entre parenthèses lorsqu'il quitte Londres et passe une année au kibboutz de Rosh HaNikra.
Il rejoint la troupe de théâtre de l'université de Cambridge, les « Footlights », et joue alors dans plusieurs pièces telles que Cyrano de Bergerac et Un violon sur le toit (Fiddler on the Roof). Il fut beaucoup moins actif dans la troupe que son collaborateur de longue date Dan Mazer et n'apparut pas lors des spectacles importants.

### Vie personnelle
Il épouse le 15 mars 2010 l'actrice australienne d'origine écossaise Isla Fisher, rencontrée fin 2001 lors d'une fête à Sydney et sa fiancée depuis 2004, qui s'est convertie au judaïsme trois ans avant leur mariage et a reçu la bénédiction des parents de Sacha, fervents religieux. De leur union naissent deux filles, Olive le 17 octobre 2007 et Elula Lottie Miriam en août 2010, puis un garçon, Montgomery, le 10 avril 2015. Isla Fisher a été vue dans Serial noceurs et Confessions d'une accro du shopping. Le couple annonce sa séparation sur Instagram le 5 avril 2022.
Selon le producteur de cinéma Jay Roach, Sacha Baron Cohen est très pratiquant, ne mangeant que strictement cacher et n'utilisant pas de téléphone le jour de Shabbat.
Il ne donne que rarement des interviews sous sa véritable identité, mais, en 2004, il fait le circuit promotionnel des talks shows, apparaissant sur le The Daily Show , le The Late Show with David Letterman, The Howard Stern Show, et d'autres. Le réalisateur du film Borat, Larry Charles, affirme que Sacha Baron Cohen apparaît généralement en public dans le rôle du personnage afin de « protéger le produit », en focalisant l'intérêt du public sur son personnage plutôt que sur lui. Son autre raison, selon Newsweek, est que Sacha Baron Cohen tient à préserver sa vie privée. Il y est même « farouchement attaché ».
Il a également une passion pour la prestidigitation et est un membre du Magic Circle (en) (cercle de magie) de Londres.

## Carrière

### Les débuts
En 1995, la chaîne de télévision anglaise Channel 4 projette de remplacer son programme The Word (en) et fait appel à de nouveaux présentateurs. Baron Cohen envoie une vidéo dans laquelle il apparaît sous les traits de « Carrique », un journaliste de télévision fictif d'Albanie, plus tard développé en reporter kazakh « Borat », qui attire l'attention d'un producteur. Sacha Baron Cohen attendait son heure en travaillant dans une chaîne de télévision basée à Swindon, et sa première apparition dans un film a lieu à cette période.

### Ali G et l'accès à la célébrité

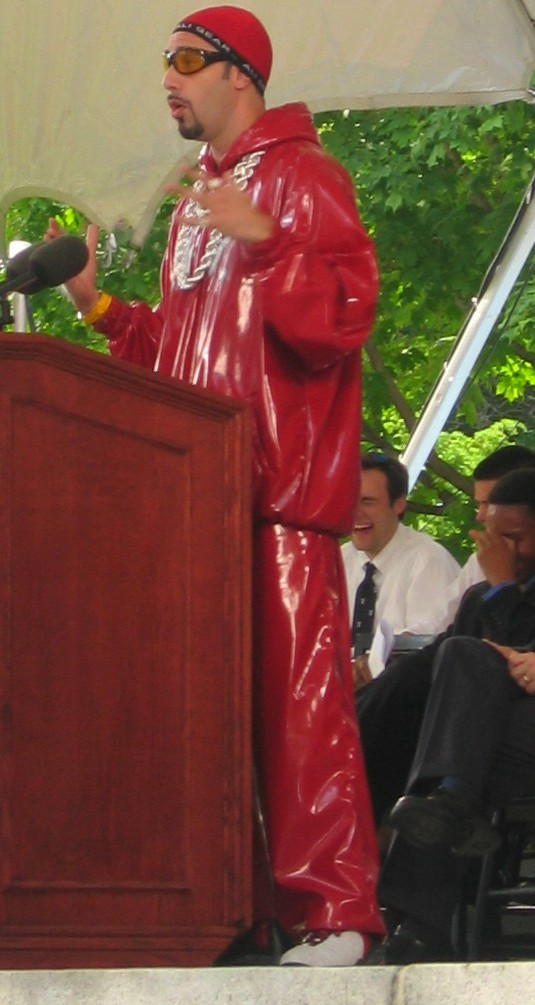
Personnage de Ali G.

De retour en Angleterre, Sacha Baron Cohen passe quelques semaines à la banque d'investissement Goldman Sachs puis démissionne et revient à la comédie,,. Il devient célèbre quand son personnage comique Ali G, une parodie d'un gangsta ou plutôt d'un idiot qui souhaite y ressembler, commence à apparaître sur The Eleven O'Clock Show (en) de Channel 4, la première fois le 8 septembre 1998. Le Da Ali G Show débute en 2000, et remporte le BAFTA de la meilleure série comique l'année suivante. En 2000 également, Ali G fait une apparition dans le clip Music de Madonna.
En 2002, Ali G est le personnage principal du film Ali G (Ali G Indahouse), dans lequel il est élu au Parlement du Royaume-Uni et contrecarre les plans de la destruction d'un centre social dans sa ville, Staines. Son spectacle télévisé est exporté aux États-Unis en 2003 avec de nouveaux épisodes pour la chaîne HBO.
Les interviews d'Ali G avec des personnes connues, souvent des hommes politiques, ont renforcé sa popularité, en partie parce que le personnage comique joué par Baron Cohen ne se prive pas de faire des plaisanteries. Au moins à une occasion, l'interviewé dit simplement qu’Ali G possède un programme populaire sur MTV que les enfants regardent. Le résultat de la bonne volonté des cibles d'Ali G à répondre à ses questions fréquemment risquées crée souvent de surprenantes conversations. Les interviewés notables sont l'astronaute Buzz Aldrin, l'écrivain Gore Vidal, l'homme d'affaires Donald Trump, l'un des plus célèbres Surgeon General of the United States C. Everett Koop, le joueur de basket Shaquille O'Neal, le millionnaire égyptien Mohamed Al-Fayed, le président de la Chambre des représentants des États-Unis Newt Gingrich, le commentateur politique Pat Buchanan, le professeur de linguistique Noam Chomsky, le footballeur David Beckham, l'ancien secrétaire général de l’ONU Boutros Boutros-Ghali, qu’Ali G appelle 'Boutros Boutros Boutros Boutros - Ghali', l'ancien homme politique britannique Neil Hamilton et le journaliste Andy Rooney (en), l'une des dernières personnalités qui mit fin à l'interview après qu'Ali G l'a questionné sur son insensibilité de « racialist ».

### Borat et Brüno

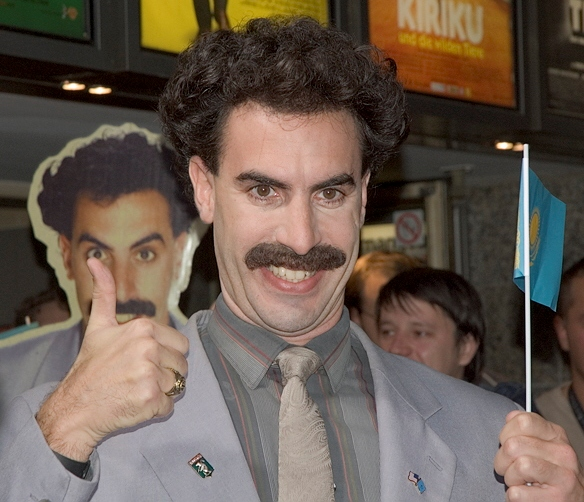
Le personnage de Borat.

Sacha Baron Cohen crée également d'autres personnages populaires, qui chacun, seront les personnages principaux de films portant leur nom. Ainsi Borat, un reporter kazakh de la télévision, sexiste, homophobe, raciste, antisémite et naïf. Borat, leçons culturelles sur l'Amérique au profit glorieuse nation Kazakhstan film où Borat est le personnage central, est apparu au Festival international du film de Toronto de 2006. Il sortit sur les écrans en Grande-Bretagne le 2 novembre 2006, aux États-Unis le 3 et en France le 15. Le film raconte le voyage à travers les États-Unis dans un camion de glace de Borat obsédé à l'idée de se marier avec Pamela Anderson, qui représente selon lui le « rêve américain ». Il s'agirait d'un faux documentaire ou « mockumentary » improvisé, mais qui comporte des interviews avec divers habitants américains, mettant en valeur de façon humoristique les aspects de la société américaine les plus sombres, le chauvinisme, sexisme, racisme, homophobie, etc. La première semaine de sa sortie sur les écrans américains, il prend la tête du box-office avec 26,4 millions de dollars pour seulement 837 salles, ce qui fait environ 31,000 $ par salle, le troisième plus gros score par salle de tous les temps parmi les films sortis sur plus de 500 écrans, et derrière Pirates des Caraïbes : Le Secret du coffre maudit et Spider-Man. Contre toute attente, il dépasse le succès prévu Super Noël 3 : Méga Givré de Disney, qui du coup se trouve à la deuxième place du box-office avec seulement 20 millions de $ pour 3,458 salles de cinéma. Sacha Baron Cohen gagne le Golden Globe du meilleur acteur pour ce film en 2007. En décembre 2007, il annonce dans une interview au Daily Telegraph qu'il ne jouerait plus le rôle de Borat à la suite de nombreuses plaintes.
Sacha Baron Cohen crée également un troisième alter ego, « Brüno », un présentateur de mode autrichien gay, qui leurre souvent les personnes qu'il interviewe par des formulations sans en avoir l'air provocatrices et qui révèle leur comportement ambigu, en les amenant à se contredire, souvent dans la même entrevue. Brüno demande aux personnes qu'il questionne de répondre 'yes or no' avec « vassap » pour 'yes' ou « Ich don't think so » pour 'no', ou sur leur avis, « ach ja » ou « nich nich ». C'est un personnage qu'il a rénové d'une ancienne création jouée par Sacha Cohen dans les années 1990 sur la Paramount Comedy Channel, qui avait les cheveux blonds blanchis et était un interviewer incompétent, qui souvent ratait complètement ses entrevues lorsqu'il était trop sous pression.
Les deux personnages comiques possèdent la même volonté à travers la naïveté ou la provocation de faire apparaître, de révéler le « véritable visage » des hommes qu'il interviewe et indirectement de critiquer les problèmes que la société rencontre (racisme, homophobie, sexisme, etc. et bêtise humaine en général).
Hormis les éléments comiques de ses personnages, les rôles de Sacha Baron Cohen sont interprétés par certains comme révélateurs d'inconfortables vérités de son public qui ne saisirait que le premier degré. Il utilise sa propre origine juive pour exprimer l'antisémitisme du personnage de Borat. Dans un de ses sketches, Borat chante une chanson antisémite dans un bar, appelée Throw the Jew Down the Well (Jette le juif dans le puits), pendant que la plupart des clients chantent avec lui. De même, certaines critiques argumentent que si Sacha Baron Cohen est pris pour quelqu'un qui révèle des préjugés, les interviewés s'en sortent bien et leurs idées sont fortement médiatisées.

### Who is America?
Sacha Baron Cohen lance une nouvelle série télévisée sur la chaîne Showtime en 2018, Who Is America? (littéralement : Qui est l'Amérique ?).
Une nouvelle fois, le comédien cible les travers de la société américaine qui a élu, en 2016, le président Donald J. Trump.
Il rentre dans la peau de personnages très polarisants et surtout très décalés par rapport au politiquement correct : un ancien membre du Mossad israélien, un nationaliste raciste républicain anti-démocrate notamment.
Dans le premier épisode, des personnalités publiques, en mal de popularité, n'hésitent pas à lire un texte revendiquant de soutenir un programme pour armer les enfants de trois à douze ans, aux États-Unis, seul moyen d'assurer leur propre sécurité.
Des responsables de la NRA of America (association de promotion des armes à feu aux États-Unis) applaudissent à l'idée d'armer les jeunes enfants américains, disant que personne encore aux États-Unis n'oserait même croire qu'il serait acceptable de monter un tel programme et d'en parler publiquement. Sacha arrive même à faire un segment sous forme d'émission enfantine dans lequel ce responsable Philip Van Cleave (en) chante sous forme de comptine, la manipulation d'armes à feu.
Dans l'épisode 2, Sacha piège une participante mal aimée du public d'une téléréalité. Il lui fait prendre des photos suggestives pour les insérer sur une photo de bénévoles au Sierra Leone transportant un cadavre d'une personne morte de la maladie à virus Ebola. La candidate pose la poitrine largement exposée et grand sourire. Il organise alors une entrevue, dans laquelle il demande à cette participante d'expliquer son engagement pour les causes humanitaires. Et elle n'hésite pas à dire qu'elle a été au Sierra Leone pour aider les gens… durant un mois.
Bernie Sanders, démocrate, ne tombe pas dans les pièges de Sacha Baron Cohen, tout comme un ex-présentateur de ABC qui se lève durant l'entrevue en déclarant : « Vous me faites perdre mon temps. »
Sacha Baron Cohen demande à un élu républicain de l'État de Géorgie de prendre une photo du dessous d'une personne portant une burqa pour s'assurer qu'elle ne serait pas finalement un homme musulman terroriste, car cet élu est l'auteur d'une demande de législation pour interdire la burka dans l'espace public et ses sorties médiatiques avaient fait grand bruit alors. Il arrive à lui faire baisser son pantalon et à menacer un terroriste (simulé par Sacha) en marchant à reculons et en criant que s'il le touche avec ses fesses il deviendra alors homosexuel. Sacha pointe le ridicule de la situation, de l'homophobie, de l'islamophobie et du racisme de ce député qui finit par démissionner le lendemain de la diffusion de l'épisode.

### Apparitions diverses
Sacha Baron Cohen apparaît en guest-star du finale de la cinquième saison de Larry et son nombril (Curb Your Enthusiasm), avec Dustin Hoffman en tant que guide du paradis. Il a également prêté sa voix au roi lémurien, King Julian, dans le film d'animation de DreamWorks SKG Madagascar (2005), et apparaît dans le rôle de rival « Jean Girard » de Will Ferrell dans le film sorti en 2006 Ricky Bobby : Roi du circuit.
Sacha Baron Cohen a présenté deux fois les MTV Europe Music Awards, la première fois en tant qu’Ali G le 8 novembre 2001 à Francfort, Allemagne puis en tant que Borat le 3 novembre 2005 à Lisbonne au Portugal. Il a aussi fait le discours du « 2004 Class Day » à l'université Harvard, le jour précédant la cérémonie de remise des diplômes, en tant qu'Ali G. Aux MTV Movie Awards de 2006, Borat tient le rôle de Gnarls Barkley Crazy. Le public se met à le huer quand il se lance dans des commentaires antisémites. L'apparition de Borat est donc coupée lors des rediffusions suivantes.
Sacha Baron Cohen soutient l'organisation caritative britannique Comic Relief, et Ali G a recueilli des interviews de Victoria Beckham et de son mari footballeur David Beckham au profit de l'association.

## Controverses
Sacha Baron Cohen a suscité de nombreuses polémiques autour de ses personnages comiques.
- Sacha Baron Cohen met en scène à travers son personnage Brüno l’interview d’un prétendu terroriste palestinien, dans un lieu qui serait tenu secret en Cisjordanie, et prétend avoir provoqué sa colère en manquant de respect à « (son) roi Oussama ». Il s’avèrera en fait que le Palestinien interviewé, Ayman Abu Aita, est un responsable politique du parti politique majoritaire palestinien, le Fatah, de confession chrétienne, qui a été dupé et l’interview montée de toutes pièces par Sacha Baron Cohen[17].
- Les habitants de Glod, le village de Roumanie où est filmée la scène d'ouverture de Borat tentent de poursuivre en justice les responsables du film. Ils estiment que l'intention du film leur a été mal expliquée, et que les habitants les plus pauvres du village ont été incités à ressembler à des « sauvages »[18].
- Dans une interview avec l'homme politique Neil Hamilton en 2000, Ali G lui offre ce qu'il prétend être de la marijuana, qu'Hamilton accepte et fume, créant une petite polémique dans les médias britanniques.
- Sacha Baron Cohen eut quelques problèmes, en raison du racisme et des préjugés véhiculés par ses personnages (voir (en) Da Ali G Show). Le porte-parole d'HBO Quentin Schaffer a répondu aux critiques : « À travers ses alter-ego, il délivre une satire évidente qui met en exergue l'ignorance et les préjugés des gens comme l'a fait All in the Family il y a quelques années »[19].
- Le gouvernement du Kazakhstan menaça l'acteur de poursuites judiciaires à la suite de la cérémonie des MTV Europe Music Awards de Lisbonne, et l'Association of IT Companies of Kazakhstan, responsable du domaine national.kz, fit fermer le site web officiel créé pour le personnage de Borat (www.borat.kz) pour avoir enregistré le nom de domaine sous un faux nom[20]. The New York Times ainsi que d'autres médias rapportent que Sacha Baron Cohen, à travers le personnage de Borat, déclara : « je soutiens sans réserves la décision de mon gouvernement de poursuivre ce Juif »[21]. Il a cependant été défendu par Dariga Nazarbaïeva, femme politique et fille de Noursoultan Nazarbayev, le président du Kazakhstan, expliquant : « Nous ne devrions pas avoir peur de l'humour et nous ne devrions pas essayer de tout maîtriser, je pense. »[22] En 2006, un adjoint au ministère des Affaires étrangères du Kazakhstan a même invité Sacha Baron Cohen à visiter le pays, déclarant qu'il pourrait apprendre que « les femmes conduisent des voitures, que le vin est fait de raisin, et que les juifs sont libres d'aller dans les synagogues. »[23]
- Sacha Baron Cohen a rencontré un autre problème avec le personnage de Borat : deux des trois étudiants qui jouent les trois frères de la fraternité « three fraternity brothers » apparaissant dans le film Borat poursuivent les réalisateurs du film, déclarant qu'ils ont été dupés à travers l'expression de leurs insinuations racistes dans le film. Ils expliquent que des boissons leur ont été données avant de signer l'accord légal acceptant d'apparaître dans le film, et ajoutent qu'on leur a dit que le film ne serait pas montré en Amérique.
- Alors qu'il allait à un dîner accompagné de l'acteur Hugh Laurie après être apparu dans l'émission Saturday Night Live sur NBC, Sacha Baron Cohen a été blessé dans une rue de New York après avoir fait une farce à un passant, dans le cadre de son personnage de Borat. Il a approché l'homme, lui demandant : « J'aime vos habillements. Sont jolis. S'il vous plaît, pouvoir moi les acheter ? Je veux faire sexe avec. »[24] L'homme n'a pas aimé sa plaisanterie, et a répliqué en frappant plusieurs fois l'acteur au visage. Hugh Laurie a dû intervenir et éloigner l'homme, pour que Sacha Baron Cohen puisse s'échapper[25].

### Confusion de son identité avec celles de ses personnages
Sacha Baron Cohen a souvent été confondu avec l'identité de ses personnages. Lorsqu'il prend l'aspect de Borat pour présenter les MTV Europe Music Awards de Lisbonne, le MTI, l'agence de presse hongroise, rapporte que le programme est présenté par « Borat Sagdiyev ». La plupart des médias hongrois utilisent le MTI comme leur source officielle et l'information se répand rapidement en Hongrie, certains journalistes insistant sur le fait qu'un journaliste de presse Kazakh présente la récompense, tels que TV2, pendant que d'autres médias tels que Index.hu notent et rapportent l'erreur.

## Filmographie

### Producteur et scénariste
- 2002 : Ali G (Ali G Indahouse) de Mark Mylod
- 2006 : Borat de Larry Charles
- 2009 : Brüno de Larry Charles
- 2012 : The Dictator de Larry Charles
- 2016 : Grimsby : Agent trop spécial (Grimsby) de Louis Leterrier
- 2020 : Borat 2 (Borat Subsequent Moviefilm: Delivery of Prodigious Bribe to American Regime for Make Benefit Once Glorious Nation of Kazakhstan) de Jason Woliner (en)

### Acteur

#### Cinéma
- 2000 : The Jolly Boys' Last Stand (en) de Christopher Payne : Vinnie
- 2002 : Ali G (Ali G Indahouse) de Mark Mylod : Ali G / Borat Sagdiyev
- 2005 : Ricky Bobby : Roi du circuit (Talladega Nights: The Ballad of Ricky Bobby) d'Adam McKay : Jean Girard
- 2005 : Madagascar d'Eric Darnell et Tom McGrath : voix du roi Julian XIII
- 2006 : Borat de Larry Charles : Borat Sagdiyev
- 2008 : Sweeney Todd : Le Diabolique Barbier de Fleet Street (Sweeney Todd: The Demon Barber of Fleet Street) de Tim Burton : Adolfo Pirelli
- 2008 : Madagascar 2 d'Eric Darnell et Tom McGrath : voix du roi Julian XIII
- 2009 : Brüno de Larry Charles : Brüno
- 2011 : Hugo Cabret (Hugo) de Martin Scorsese : l'inspecteur de la gare
- 2012 : The Dictator de Larry Charles : Aladeen / Efawadh
- 2012 : Madagascar 3 d'Eric Darnell, Tom McGrath et Conrad Vernon : voix du roi Julian XIII
- 2013 : Les Misérables de Tom Hooper : Thénardier
- 2013 : Légendes vivantes (Anchorman 2: The Legend Continues) d'Adam McKay : journaliste de BBC News
- 2016 : Alice de l'autre côté du miroir (Alice Through the Looking Glass) de James Bobin : Le Temps / Time
- 2016 : Grimsby : Agent trop spécial (Grimsby) de Louis Leterrier : Norman « Nobby » Butcher
- 2020 : Les Sept de Chicago (The Trial of the Chicago 7) d'Aaron Sorkin : Abbie Hoffman
- 2020 : Borat 2 de Jason Woliner (en) : Borat Sagdiyev

#### Télévision
- 1998 : Comedy Nation (en) (émission télévisée) : divers personnages
- 1998 : The 11 O'Clock Show (en) (émission télévisée) : Ali G
- 2005 : Larry et son nombril : Guide de Larry
- 2010 : Les Simpson, saison 21 épisode 16 La Plus Grande Histoire jamais ratée (série télévisée d'animation) : voix de Jakob
- 2013 : Kenny Powers, saison 4, épisode 8 Chapitre 29 de Jody Hill (série télévisée) : Ronnie Thelman
- 2018 : Who is America? (série télévisée) : divers personnages
- 2019 : The Spy de Gideon Raff (mini série télévisée) : Eli Cohen[28]
- 2021 : Borat's American Lockdown
- 2024 : Disclaimer : Robert Ravenscroft
- 2025 : Ironheart : Mephisto

## Distinctions

### Récompenses
- Golden Globes 2007 : Meilleur acteur dans un film musical ou une comédie pour Borat
- Satellite Awards 2021 : Meilleur acteur dans une comédie ou une comédie musicale pour Borat, nouvelle mission filmée
- Golden Globes 2021 : 
  - Meilleur acteur dans une comédie ou une comédie musicale pour Borat, nouvelle mission filmée.
  - Meilleur film musical ou comédie pour Borat, nouvelle mission filmée.

### Nominations
- Oscars 2007 : Meilleur scénario adapté pour Borat
- Golden Globes 2019 : Meilleur acteur dans une série télévisée musicale ou comique pour Who Is America?
- Golden Globes 2020 : Meilleur acteur dans une mini-série ou un téléfilm pour The Spy
- Golden Globes 2021 : Meilleur acteur dans un second rôle pour Les Sept de Chicago[29]
- Screen Actors Guild Awards 2021 : Screen Actor Guild Award du meilleur acteur dans un second rôle pour Les Sept de Chicago[30]
- Oscars 2021 : 
  - Meilleur acteur dans un second rôle pour Les Sept de Chicago
  - Meilleur scénario adapté pour Borat, nouvelle mission filmée

## Voix francophones
En version française, Sacha Baron Cohen est dans un premier temps doublé par Jean-Pierre Michaël dans Ricky Bobby : Roi du circuit, Adrien Antoine dans Sweeney Todd : Le Diabolique Barbier de Fleet Street et Cyrus Atory dans Borat.
Le doublant une première fois en 2002 dans Ali G, Emmanuel Curtil devient sa voix régulière à partir des années 2010, le doublant notamment dans Brüno, The Dictator, Les Misérables, Alice de l'autre côté du miroir, The Spy, Les Sept de Chicago ou encore Borat 2. En parallèle, il est doublé par Pierre-Arnaud Juin dans Hugo Cabret, Laurent Larcher dans Kenny Powers et Constantin Pappas dans Légendes vivantes.
En version québécoise, Daniel Picard le double dans Hugo et Alice de l'autre côté du miroir, tandis qu'il est doublé par Joël Legendre dans Les Nuits de Talladega: La Ballade de Ricky Bobby et Martin Watier dans Brüno.